# NGC 3113
NGC 3113 ist eine lichtschwache Balken-Spiralgalaxie vom Hubble-Typ SBcd im Sternbild Antlia am Südsternhimmel. Sie ist rund 39 Millionen Lichtjahre von der Milchstraße entfernt und hat einen Durchmesser von etwa 40.000 Lichtjahren.

Gemeinsam mit NGC 3125, NGC 3137, NGC 3175 und ESO 499-37 bildet sie die kleine NGC 3175-Gruppe.
Das Objekt wurde am 5. Februar 1837 von John Herschel entdeckt.